# کودک نابغه
کودک نابغه در ادبیات پژوهشی روانشناختی به یک فرد با سن کمتر از ده سال گفته می‌شود که می‌تواند در برخی زمینه‌ها مطالبی هم‌سطح یک متخصص بزرگسال تولید کند.

## ظرفیت حافظه کودکان نابغه
اسکن‌های پی‌ای‌تی که بر روی چندین کودک نابغه ریاضیدان انجام شده‌اند، نشان داده‌اند که آنها به لحاظ حافظه کاری طولانی مدت (LTWM) فکر می‌کنند. این حافظه، تنها در حوزه تخصص فرد، قادر به نگهداری اطلاعات مربوط برای دوره‌های طولانی، معمولاً چندین ساعت، است. به عنوان مثال، پیشخدمت‌های باتجربه‌ای دیده شده‌اند که می‌توانند در هنگام کار و سفارش‌گیری، سفارش‌های بیش از ۲۰ مشتری را در ذهن خود نگه دارند، اما در شناسایی توالی-شماره به اندازه یک فرد معمولی عمل می‌کنند. اسکن PET همچنین به سوالاتی پاسخ می‌دهد که کدام مناطق خاص مغز خود را با دستکاری اعداد مرتبط می‌کنند.

## توسعه

دانیل بانبویم، ۱۱ ساله، با رهبر ارکستر سمفونیک گدنا، موشه لوستیگ، سال ۱۹۵۳

برخی پژوهش‌گران معتقدند که استعداد نابغه‌ها به سبب استعداد ذاتی کودک و با سرمایه‌گذاری احساسی و پر انرژی روی کودک افزایش می‌یابد. بعضی دیگر معتقدند که محیط نقش مهمی را بازی می‌کند. به عنوان مثال، لاشلو پولگار قصد داشت تا فرزندان خود را شطرنج‌باز تربیت کند و تمام سه دخترش به بازیکنان تراز جهانی تبدیل شدند (دو نفر از آنها استاد بزرگ شطرنج هستند). تأکید بر اهمیت نقش محیط بر اینکه استعداد کودک در چه جهتی هدایت شود تأثیر دارد، و نشان دادن اینکه مهارت‌های خارق‌العاده‌ای از راه آموزش مناسب، کسب می‌شوند.